# Nervilia pectinata
Nervilia pectinata är en orkidéart som beskrevs av Phillip James Cribb. Nervilia pectinata ingår i släktet Nervilia och familjen orkidéer. Inga underarter finns listade i Catalogue of Life.